# كهف مالترافيسو

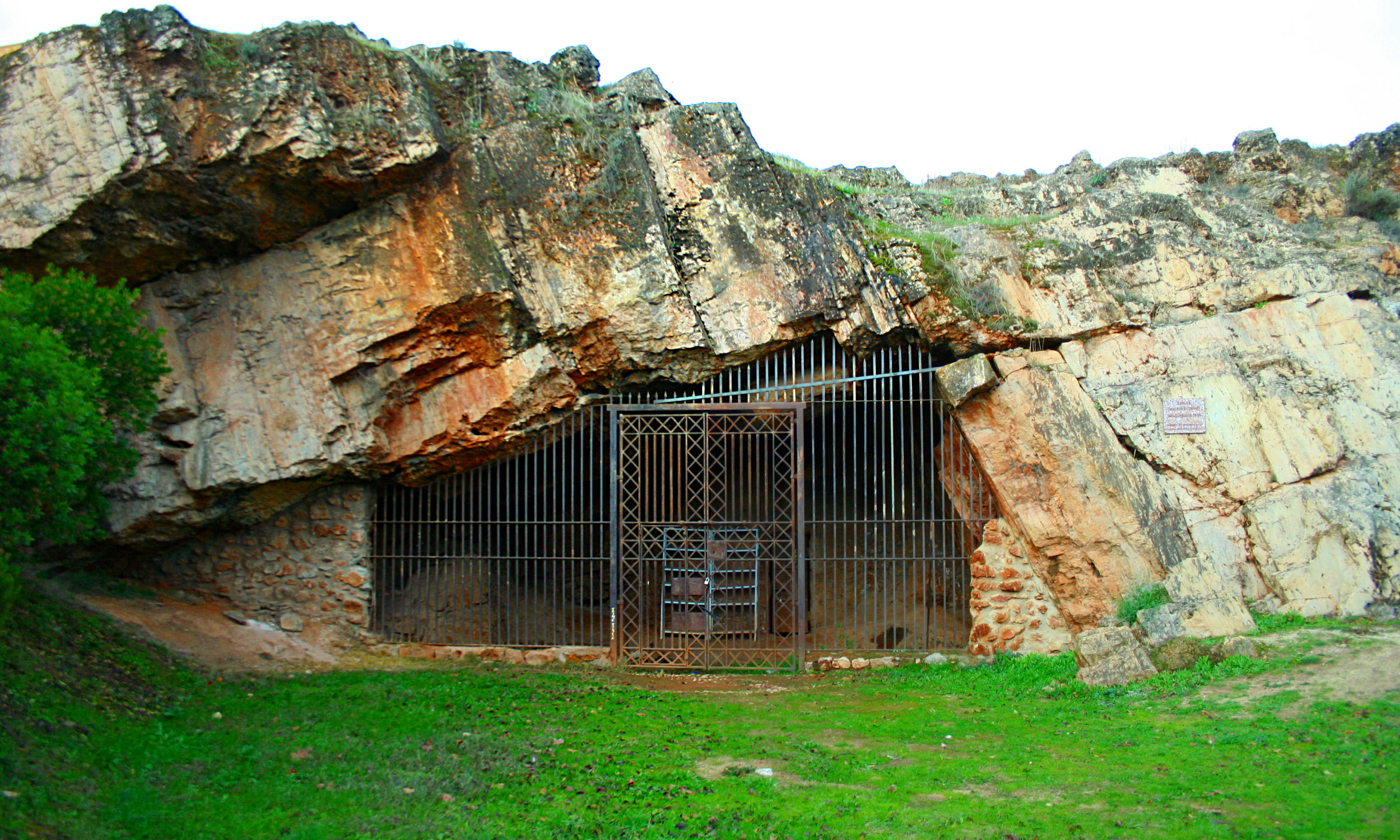
مدخل الكهف

كهف مالترافيسو في كاسيريس، إكستريمادورا، إسبانيا، في عام 1951. يُظهر آثار الاستيطان البشري من العصر الحجري القديم الأوسط . يحتوي على رسوم الكهوف، وأبرزها ما مجموعه 71 رسمًا يدويًا، تم تعدادها في التسعينيات باستخدام التصوير فوق البنفسجي، ولكن أيضًا تصميمات خطية وبعض اللوحات الحيوانية. في دراسة أجريت عام 2018 على أساس تأريخ اليورانيوم والثوريوم، تم تأريخ استنسل يدوي من كهف مالترافييسو إلى 64000 عام. هذا سيجعله فنًا من العصر الحجري القديم الأوسط، يسبق وجود الإنسان الأوروبي الحديث المبكر، مع آثار مهمة على سلوك الإنسان البدائي.
افتتح مركز الزوار (بالإسبانية: Centro de Interpretación de la Cueva de Maltravieso)‏ ، في عام 1999. كهوف العصر الحجري القديم الأخرى القريبة هي تلك الموجودة في El Conejar وسانتا آنا وكاستانيار دي إيبور.

## روابط خارجية
- turismoextremadura.com
- arqueotur.org
- evoluciona.org